# Colibri delphinae
El colibrí pardo  (Colibri delphinae) es una especie de ave apodiforme de la familia Trochilidae, perteneciente al género Colibri. Es nativo de América Central y del Sur.

## Nombres comunes
Se le denomina también colibrí orejivioláceo pardo (en Costa Rica y Nicaragua), colibrí orejivioleta marrón (en Venezuela), orejimorada café (en Honduras), orejavioleta café, chillón pardo (en Colombia), orejivioleta parda (en Ecuador), oreja-violeta parda (en Perú) u orejivioláceo pardo (en Panamá).

## Distribución y hábitat
Se distribuye de forma disjunta desde el sur de Belice y este de Guatemala, por Honduras, Nicaragua, Costa Rica, Panamá, en las montañas del norte de Venezuela y Trinidad, en la Serranía del Perijá, en la Sierra Nevada de Santa Marta, y a lo largo del oriente de los Andes desde el oeste de Venezuela, por Colombia, Ecuador, Perú, hasta el centro de Bolivia, a occidente desde el oeste de Colombia hasta el noroeste de Ecuador; en el sur y este de Venezuela, Guyana, Surinam y extremo norte de Brasil (Roraima), con poblaciones aisladas en la Guayana Francesa y en el este de Brasil en la Sierra de Sincorá (Bahía).
Esta especie puede ser escasa o localmente común en sus hábitats naturales: el dosel y los bordes de selvas húmedas, crecimientos secundarios altos, ambientes semiabiertos, como plantaciones de café y claros alrbustivos. Generalmente permanece alto en los árboles pero baja hasta el nivel de los arbustos en los bordes y en los claros. Prefere colinas y laderas de montañas aunque desciende a tierras bajas adyacentes ocasionalmente o estacionalmente. Es registrado en altitudes entre 100 y 2800 m.
Aunque su hábitat suele ser los bosques altos entre los 400 y 1600 m cuando está anidando, se difunde ampliamente en las tierras bajas fuera del periodo de anidación. Se lo puede encontrar típicamente en la hojarasca alta de la selva tropical, crecimientos segundarios de altura media y en cafetales, aunque se alimentan también a niveles inferiores, en los bordes y claros.

## Descripción y comportamiento
Mide 11.5 cm de longitud y pesa de 6.5 a 7  g. Es de color marrón con algo de rojo en la cola y plomo cerca del vientre.
Se alimenta principalmente del néctar de pequeñas flores de los árboles y epífitas. También se alimenta de insectos, a menudo capturadas en el vuelo, que forman una fuente esencial de proteínas. Aunque no es muy territorial, esta especie es muy agresiva, y en los alimentadores parece pasar mucho más tiempo atacando a otros picaflores que efectivamente a la alimentación.

## Sistemática

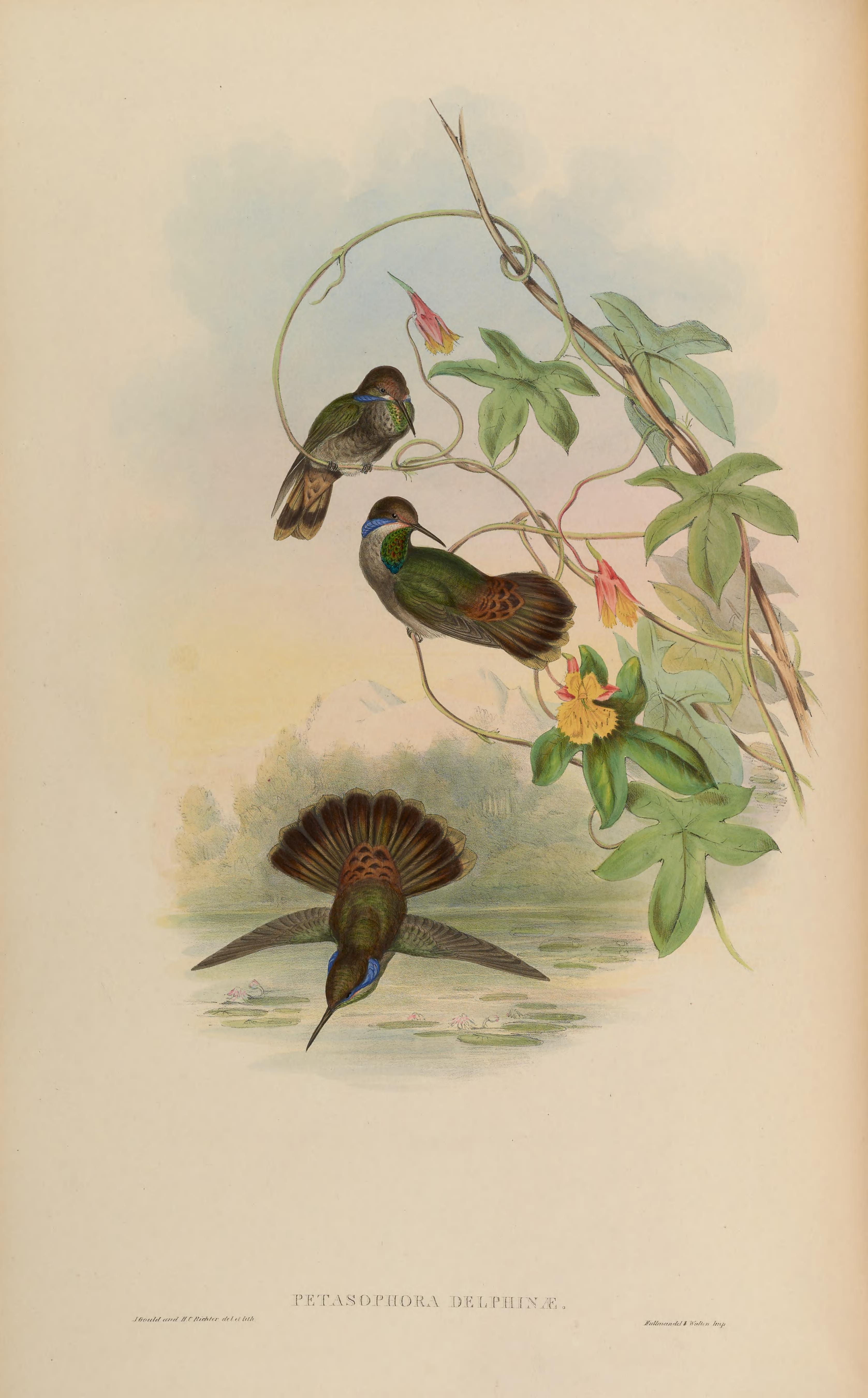
Petasophora delphinae sinónimo de Colibri delphinae, ilustración de Gould y Richter en A monograph of the Trochilidae, or family of humming-birds vol. 4, 1861.

### Descripción original
La especie C. delphinae fue descrita por primera vez por el ornitólogo francés René Primevère Lesson en 1839 bajo el nombre científico Ornismya delphinae; no fue dada localidad tipo y subsecuentemente se asigna «Santa Fe de Bogotá, Colombia».

### Etimología
El nombre genérico masculino «Colibri» proviene de la palabra del español «colibrí» que designa de forma general a los troquílidos y tiene supuestamente origen en el Caribe; y el nombre de la especie «delphinae», proviene de la mitología griega Delphinios, un epíteto del dios del sol Apolo.

### Taxonomía
Es monotípica. La forma descrita C. d. greenewalti (de la Sierra de Sincorá, este de Brasil), que supuestamente difiere sutilmente en la coloración, es considerada insuficientemente distinta para merecer el rango de subespecie.